# Ebach (Eckental)
Ebach ist ein Gemeindeteil des Marktes Eckental im Landkreis Erlangen-Höchstadt (Mittelfranken, Bayern). Ebach liegt in der Gemarkung Herpersdorf.

## Geografie
Das im Erlanger Albvorland gelegene Dorf liegt etwa zwei Kilometer nordöstlich des Verwaltungszentrums von Eckental auf einer Höhe von 330 m ü. NHN. Die von Forth kommende Staatsstraße 2236 verläuft südwestlich des Ortes, von dieser zweigt eine nach Ebach führende Gemeindeverbindungsstraße ab.

## Geschichte

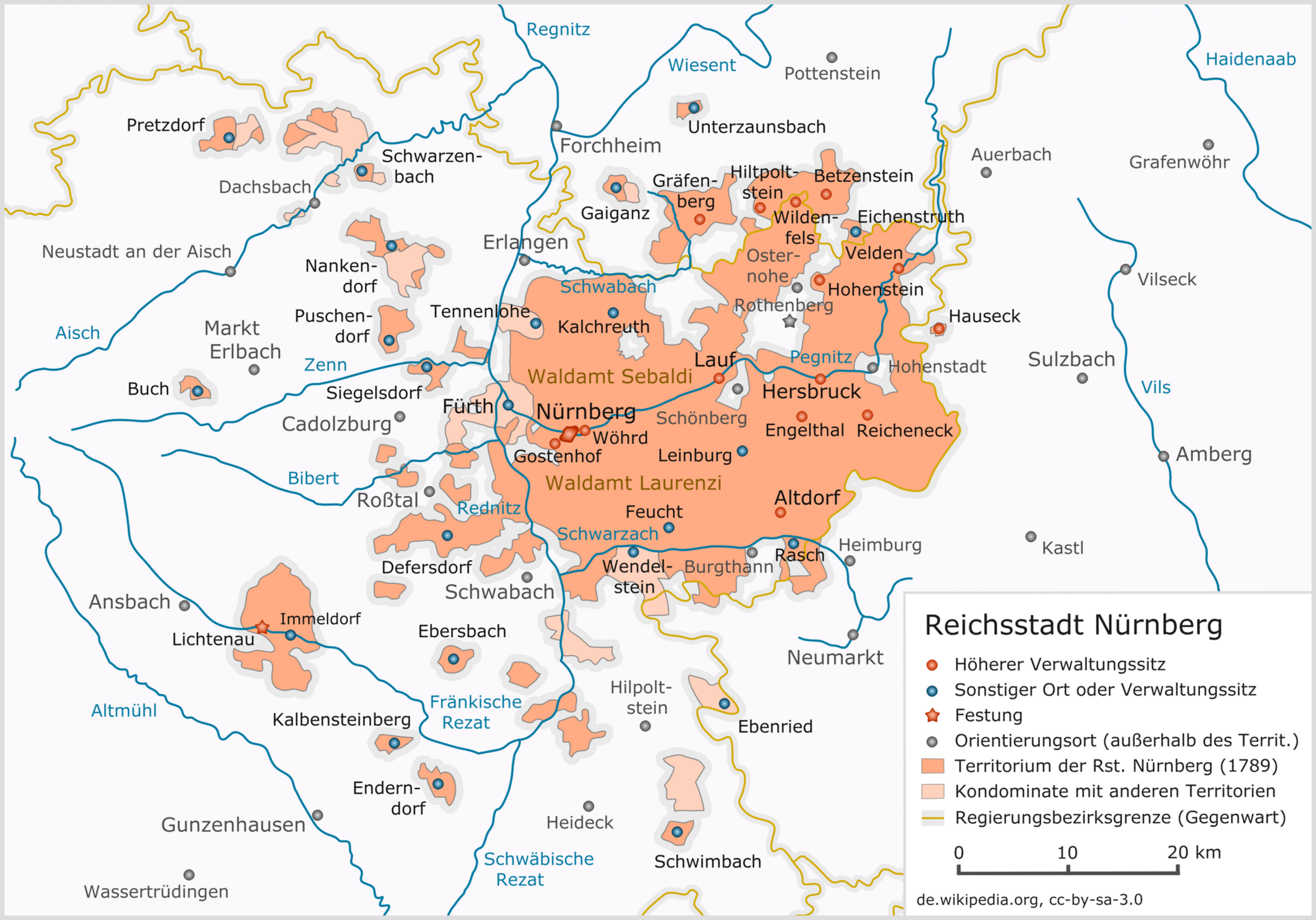
Das Landgebiet der Reichsstadt Nürnberg

Die erste urkundliche Erwähnung von Ebach fand 1356 unter dem Namen „Eybach“ statt. Bis zum Beginn des 19. Jahrhunderts unterstand der Ort der Landeshoheit der Reichsstadt Nürnberg. Die Dorf- und Gemeindeherrschaft übte dabei das Landalmosenamt Nürnberg aus. Hinsichtlich der Hochgerichtsbarkeit war der damals aus 19 Anwesen bestehende Ort gespalten: Ein Teil unterstand dem nürnbergischen Pflegamt Hiltpoltstein in seiner Funktion als Fraischamt, während der andere Teil im Hochgerichtsbezirk des zum Kurfürstentum Pfalz-Baiern gehörenden Landrichteramtes Schnaittach lag. Eine tiefgreifende Veränderung für Ebach ergab sich im Jahr 1806, als die Reichsstadt Nürnberg unter Bruch der Reichsverfassung vom Königreich Bayern annektiert wurde. Zusammen mit dem verbliebenem reichsstädtischen Landgebiet wurde damit auch Ebach bayerisch.
Durch die Verwaltungsreformen im Königreich Bayern zu Beginn des 19. Jahrhunderts wurde Ebach mit dem Zweiten Gemeindeedikt 1818 ein Gemeindeteil der Ruralgemeinde Herpersdorf. Im Zuge der Gebietsreform in Bayern wurde Ebach mit der Gemeinde Herpersdorf am 1. Juli 1972 in den neu gebildeten Markt Eckental eingegliedert.